# 1ES 2344+514
في عام 1995 تم رصد 1ES 2344+514 كمصدر عالي الطاقة لـ أشعة غاما،
وقُدّر الانزياح نحو الاحمر بمقدار 0.044 مايعني أن المصدر كان يبعد قرابة 186 ميجا فرسخ فلكي [ميجا بارسك] (أي نحو 5 مليار سنة ضوئية)
وكان المشرف على الرصد مرصد ويبل . بعدها تم تأكيد الرصد عبر منظمة هيغرا حيث وجدوا نفس التردد ل نجم زائف متوهج في نفس الموقع، لكن شدة إضاءة المصدر خفتت بشكلٍ ملحوظ، حيث كانت الدلالة الإحصائية σ بقيمة 5.3،
حيث أصبح التوهج ضعيفًا نسبيًا فكان كيف الفوتونات الصادرة عنه 0.8-12.6 تيرا إلكترون فولت [TeV]، حيث تشير الملاحظات المدموجة إلى عدم ثبات شدة الإضاءة للمصدر. في عام 2017 تم تقديم ملخص لانبعاث
أشعة غاما من النجم الزائف المتوهج (Blazar)، ووصفته بأنه عادةً مايكون اقل من شدة إضاءة سديم السرطان بمقدار 10٪، ويتغير يوميا بين 50٪-60٪ من شدة إضاءة سديم السرطان.